# Batalla de las Horcas Caudinas

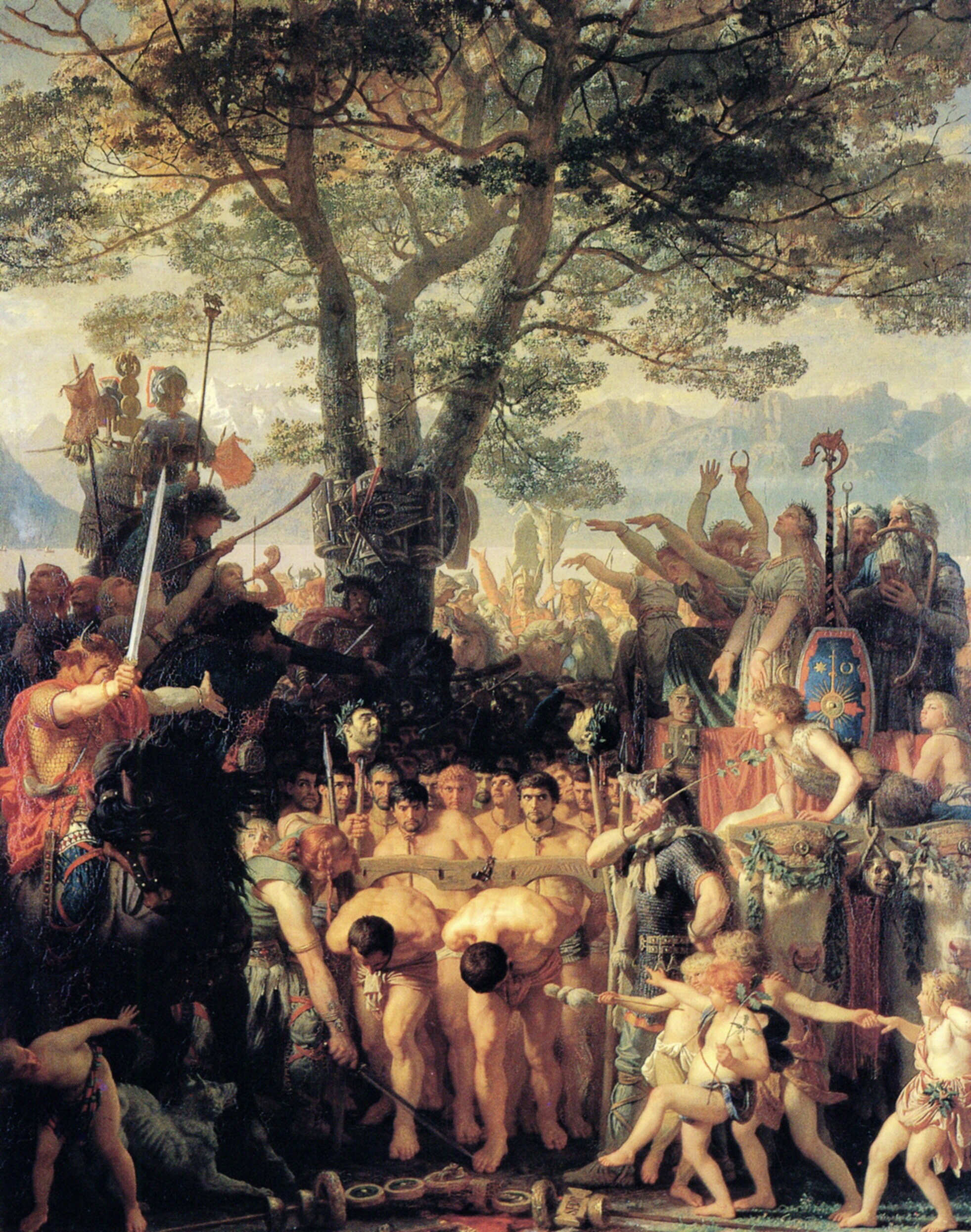
Soldados romanos pasando bajo el yugo después de la batalla de las Horcas Caudinas. Marc-Charles-Gabriel Gleyre (1858).

La batalla de las Horcas Caudinas (en latín: Furculae Caudinae) fue un enfrentamiento militar librado en 321 a. C., en el marco de la segunda guerra samnita, entre los ejércitos de la República romana y de los samnitas con victoria de los segundos. La derrota dejó una profunda huella en la memoria romana, siendo recordada como equivalente a Alia y a la posterior en Cannas.

## Antecedentes
En 343 a. C., terminaba la primera guerra entre samnitas y romanos, con victoria de estos últimos y el compromiso de los primeros de mantenerse neutrales en la constantes guerras entre la República y sus vecinos. Sin embargo, en 327 a. C., el conflicto se reinició pero a los cinco años volvieron a ser derrotados, debiendo entregar a su líder, Brutulo Papio (quien se suicidó), con todas sus riquezas personales; a pesar de estas concesiones, Roma se negó a reconocerlos como socii.
En 321 a. C., los romanos eligieron a los cónsules Espurio Postumio Albino y Tito Veturio Calvino, mientras que los samnitas nombraron a un nuevo cabecilla, Cayo Poncio, hijo de Herenio Poncio. Cuando los embajadores romanos se presentaron para discutir los términos de la rendición, Cayo pronunció un discurso enardecido ante el consejo de su pueblo.
Después de esto, Cayo asumió el mando del ejército, moviéndose en secreto para acampar en Caudio. Luego envió a Calatia, donde acampaban los romanos, diez soldados disfrazados de pastores que fingieron pastar reses, donde se unieron a otros grupos de locales que informaron a los cónsules que el ejército samnita estaba en Apulia con rumbo a Lucera, ciudad cuya captura era inminente. Los samnitas habían difundido el rumor y los pastores lo confirmaron. No cabía duda de que los romanos ayudarían a sus aliados y jamás dejarían que los samnitas se hicieran con Apulia.

## Fuerzas enfrentadas
Según Dionisio de Halicarnaso, los romanos sumaban 40 000 combatientes entre sus filas. Apiano aumenta la cifra, llegando a los 50 000. En cambio, estimaciones modernas reducen ese número, pues las cifras antiguas se consideran exageradas. J. Rickard habla de 27 000 soldados. Basados en que una legión de la época debía contar con aproximadamente 4500 efectivos y que cada cónsul tendría dos legiones a su mando, a lo que habría que sumar a las fuerzas aliadas. Paolo Sommella, quien cita estimaciones previas de Johannes Kromayer, reduce aún más a 12 000 o 15 000. Flavio y Ferrucio Russo están de acuerdo con él. Amadeo Maiuri dice que debieron ser menos de 16 000. Francesco Daniele admite un máximo de 30 000. Por último, Gaetano De Sanctis estima en 18 000 o 36 000.
No hay datos sobre las fuerzas samnitas.

## Ubicación

### Descripción de Tito Livio
Había dos caminos a Lucera: el primero era largo pero por campo abierto y más seguro, siguiendo la costa del mar Adriático; el segundo era más corto, a través de las Horcas Caudinas, un lugar entre dos pasos de montaña estrechos, rodeados de profundos barrancos y colinas boscosas y cumbres por ambos lados. Sólo en medio había una llanura cubierta de pastos por donde pasaba el camino, para llegar ahí había que cruzar un primer desfiladero y para avanzar el segundo. No hay acuerdo entre los eruditos modernos sobre cuán confiable es la descripción de Tito Livio. No se excluye que se desvíe de la realidad por cuestiones propagandísticas o literarias, o por falta de información, y que su descripción sea un estereotipo.

### Arienzo

Mapa de las posibles ubicaciones de la batalla. En líneas intermitentes blancas aparecen los valles y mesetas donde pudo suceder. En línea intermitente gris aparece la Via Apia. En letras rojas las ciudades antiguas (con sus nombres actuales).

La propuesta más frecuente entre los historiadores es el valle entre Arienzo, Forchia y Arpaia, lugar por donde pasaba la Vía Apia y que al ser un valle rodeado de montañas y con gargantas al este y oeste, encaja en la descripción antigua. Posiblemente, el campo de batalla se extendía hasta Santa Maria a Vico. Además, el topónimo Forchia está atestiguado desde el siglo IX y es similar a la palabra romana Forca, «Horca», usado para referirse a la entrada oriental (Arpaia) y también para la entrada occidental (Cervino). Historiadores de los siglos XVIII y XIX dicen que había una iglesia llamada Santa Maria del Giogo, donde al parecer habría ocurrido la derrota romana. Otro punto a su favor son unas ruinas de origen medieval sobre las montañas de Arpaia, que pudieron construirse sobre el praesidium samnita mencionado por Tito Livio. Además, el cronista romano da a entender que el valle de la emboscada estaba deshabitado en ese momento, lo que parece ser según las pruebas arqueológicas.
Sin embargo, varios historiadores han cuestionado dicha postura. El lugar carece de abundantes fuentes de agua, la entrada occidental es demasiado ancha y las colinas en ese sector son más bajas, demasiado para impedir una fuga a un ejército romano. Los defensores de esta teoría dicen que la topografía ha cambiado en dos milenios. Hay evidencias de que el valle pudo ser pantanoso en la Edad Media y hay restos de un acueducto romano en Forchia. La salida de agua por el lado occidental habría nivelado el terreno y ampliado el paso. Es posible que el cambio topográfico fuera obra del hombre.
Algunos críticos han respondido que esos cambios son demasiado radicales para el tiempo pasado. Además, el terreno es considerado muy pequeño para dar cabida a cuatro legiones romanas. Los municipios de Arpaia y Forchia han disputado sobre en cuál de ellos se habría librado la batalla. Finalmente, el segundo ganó el derecho de representar el acontecimiento en su escudo municipal.

### Valle Caudina
El Valle Caudina, actual Nell'accezione, es una explanada al este de Arpaia, al norte está el monte Taburno, al sur el Partenio y al este y oeste colinas menores. También se halla en el paso de la Via Apia y en su interior se encontraba Caudio. Su salida occidental era el desfiladero de Sferracavallo. Esta tesis ha sido defendida por varios eruditos. A diferencia de la opción anterior, este valle era mucho más extenso, suficiente para contener un gran ejército.
Sin embargo, tiene varias salidas menores que habrían permitido escapar a los romanos y difiere del relato de Tito Livio. También que el paso de Arpaia es fácil de superar y difícil de bloquear y que las alturas son demasiado bajas como para que se pueda instalar un puesto de vigilancia. Además, la gran anchura del valle permite una batalla campal que, según las fuentes romanas, no sucedió. Algunos estudiosos afirman que la derrota en Sferracavallo sólo pudo suceder si hubo una batalla. Otros creen que los romanos, en ese lugar, fácilmente pudieron enviar mensajes de auxilio a Capua. Según Apiano, Cayo fue a negociar con los romanos en un carro, algo innecesario si el ejército romano estaba en el mismo valle que Caudio, que debería haber estado mucho más lejos.

### Gola dell'Isclero
El río Isclero atraviesa el valle Caudino de este a oeste hasta salir cerca de Moiano por una quebrada al norte del estrecho de Arpaia. El desfiladero se abre al oeste hasta una zona montañosa donde está Sant'Agata de' Goti. El río sigue su camino hasta afluir al Volturno. Dicha garganta fue identificada como el lugar de la emboscada por el geógrafo Filippo Cluverio. Sin embargo, estudiosos posteriores lo niegan. Primero, porque Cluverio desconocía la existencia de Calatia y la confundió con Caiatia (Caiazzo). Por ello malinterpretó el paso de la vía Apia y creyó que Caudio estaba donde se ubica Airola, villa cercana a la quebrada. Se debe tener en cuenta que hay una frecuente confusión en las fuentes entre Calatia y Caiatia, lo que hace reaparecer la teoría esporádicamente.
Después de la muerte de Cluverio se descubrió una necrópolis entre Sant'Agata y el monte Taburno, lo que permitió identificar el bastión samnita de Saticula en la entrada del desfiladero. Debido a ello, se cree que las legiones jamás habrían pasado por ahí, sobre todo si había cerca opciones más seguras y cortas. El desfiladero tiene mucha agua disponible, pero carece de planicie en su interior y difícilmente pudo tener el espacio suficiente para el campamento de un ejército romano. No obstante, autores romanos que pasaron por la zona, como Horacio, guardan silencio sobre si fue o no el lugar de la batalla.
El historiador Heinrich Nissen mantuvo la teoría de que los romanos fueron atrapados en el valle Caudino, pero entraron por la garganta del Isclero.

### Piana di Prata
Es una planicie entre el monte Taburno al sur y el Camposauro al norte, rica en manantiales y prados. Un camino de ovejas va desde Frasso Telesino al oeste (donde está el desfiladero de Feriole), cruza la meseta y desciende al este, donde se ubican los pueblos de Cautano y Tocco Caudio (en el valle Scura). En el siglo XIX se planteó esta teoría, la cual fue retomada por el mayor Michele Di Cerbo en 1949: un vuelo sobre la zona le llevó a concluir que era el lugar de la batalla. Ambas gargantas son muy estrechas, aunque la occidental es considerada a veces más estrecha que la oriental.
El escritor aficionado a la arqueología, Massimo Cavalluzzo, y el historiador militar, Flavio Russo, señalan que los romanos, sabedores de que jamás lograrían evitar a los samnitas en su marcha, decidieron seguir la ruta menos obvia para llegar a Lucera desde Calatia. Seguramente, creían que si marchaban por la vía Apia habría batalla y podrían evitarla si iban por Frasso Telesino. Al ser las gargantas de Feriole y Scura mucho más estrechas que en las otras opciones, es mucho más fácil que los samnitas lograran bloquearlas con escombros. Además, ambas gargantas tienen restos notables de murallas samnitas, lo que pudo ser el praesidium. También hay restos de armas, como piedras esféricas que indican una catapulta.
La principal crítica es que, al parecer, sería muy difícil que un ejército romano escalara la garganta de Feriole y que siguiera el camino más largo.

## Batalla

### Emboscada
La columna romana cruzó el primer desfiladero y la llanura hasta llegar al segundo paso montañoso. Sin embargo, lo encontraron bloqueado con una barricada de grandes rocas y troncos, luego vieron los puestos de avanzada de los samnitas. Los romanos quisieron retirarse por el primer paso, pero estaba también bloqueado y con guerreros en las alturas. Sin orden, los romanos se detuvieron entumecidos, estupefactos y aturdidos, mirándose entre sí sin hablar ni moverse por mucho tiempo hasta que vieron que los cónsules levantaban sus tiendas. Los legionarios empezaron a construir un campamento cerca de una fuente de agua sin esperar órdenes, algo inútil en su situación, pero lo hicieron para no empeorar las cosas. Entre tanto, los samnitas empezaron a insultarlos y burlarse de la inutilidad de su trabajo. Los cónsules estaban deprimidos y desconcertados, así que no convocaron un consejo de guerra, pero sus oficiales se reunieron a su alrededor de todas formas.
Cuando llegó la noche, en lugar de consultar a los adivinos sobre qué hacer, los soldados empezaron a lamentarse y ahí surgieron los diversos temperamentos. Algunos animaban a romper las barricadas, escalar los montes y llegar por la espada a cualquier camino en el bosque, recordando que durante treinta años habían vencido constantemente a los samnitas en todo tipo de terreno. Otros respondieron que nadie sabía dónde estaban ni cómo escalar las montañas donde estaban sus enemigos: «Armados y desarmados, valientes y cobardes, todos estamos atrapados y conquistados por igual. El enemigo ni siquiera nos ofrecerá la posibilidad de una muerte honrosa a espada. Ahora aconsejaba que todos fueran ejecutados».

### Consejo de Herenio
Indiferentes a toda comida y descanso, los romanos hablaron toda la noche de esa manera. Entre tanto, los samnitas le escribieron a Herenio pidiendo consejo. El anciano llevaba muchos años retirado de la política, pero su mente seguía clara. Él ya sabía que las legiones romanas estaban atrapadas entre los desfiladeros de Horcas Caudinas y cuando el mensajero pidió su opinión, Herenio le dijo que debían dejar que todos los romanos se retiraran ilesos. El consejo fue rechazado y el mensajero enviado de regreso pidiendo una nueva respuesta, ésta fue que ejecutaran a todos. Debido a la contradicción, Cayo creyó que las capacidades mentales de su padre empezaban a fallar, pero cedió a los deseos de sus oficiales e invitó al anciano a un consejo de guerra.
El anciano Herenio obedeció de inmediato y fue en carreta al campamento de su hijo. Al llegar, explicó sus respuestas: consideraba que ambas eran la mejor manera de proceder, la primera establecería una amistad perdurable con un pueblo muy poderoso al demostrar tan excepcional amabilidad. En cambio, la segunda retrasaría la guerra varias generaciones, pues le tomaría mucho tiempo a los romanos recuperarse de la pérdida de dos ejércitos. No había tercera opción. Pero su hijo y los demás oficiales propusieron una vía intermedia, despedirlos ilesos pero humillarlos como exigía el derecho de guerra, así que Herenio respondió:

Esa es justo la política que ni procura amigos ni libra de enemigos. Una vez que dejen vivir a los hombres a quienes ha exasperado con un trato ignominioso, descubrirán su error. Los romanos son una nación que no sabe callar ante la derrota. Cualquiera que sea la desgracia de este presente, las quemaduras extremas en sus almas les irritarán allí para siempre, y no les permitirán descansar hasta que se los hayan hecho pagar muchas veces.

### Negociación
Ningún plan fue aprobado y Herenio regresó a su casa. En el campamento romano, después de varios intentos fallidos de salir de la emboscada, empezaron a verse sin alimentos. Esto los obligó a enviar embajadores para solicitar un acuerdo de paz o desafiarlos a presentar batalla. Cayo respondió que la guerra había acabado, que ya estaban atrapados y vencidos y les exigió entregar sus armas y pasar bajo el yugo conservando únicamente sus túnicas. También debían evacuar Samnio y retirar todas sus colonias de la región, que pasarían a ser un foederati gobernado por sus propias leyes. Estas condiciones se presentaron a los cónsules, advirtiendo que si alguno las rechazaba, no habría más propuestas de paz.
Cuando se supieron las condiciones, hubo un grito universal de angustia entre los soldados. Tras un largo silencio, los cónsules no podían hablar ante una capitulación tan humillante como necesaria. Entonces el destacado legado Lucio Léntulo les recordó a los oficiales que cuando los senones asediaron el Capitolio, su padre fue el único que aconsejó no pagarles oro para que se retiraran, pues no todas las fuerzas romanas estaban en la colina y tenían el espacio para salir e intentar vencer cuando los indolentes galos bajaran la guardia. Si tuvieran la misma posibilidad, aconsejaría hacer lo mismo. Aunque morir por la patria es glorioso, sin embargo ahí estaban atrapadas todas las legiones de Roma, y si morían, ¿quién defendería su ciudad? Serían un país indefenso, a diferencia de la invasión de los senones, cuando aún tenían ejércitos en otras partes. Ahí estaba todo su poderío, y si para salvar a su país requerían sufrir una rendición ignominiosa, debían hacerlo: «el verdadero afecto por nuestra patria exige que la conservemos, si es necesario, tanto por nuestra desgracia como por nuestra muerte». Luego les dijo a los cónsules: «¡Vayan, cónsules, entreguen sus armas en rescate por ese Estado que sus antepasados rescataron con oro!».
Los cónsules fueron ante Cayo, quien insistió en la firma de un tratado. Sin embargo, éstos se negaron porque aquello sólo era posible con permiso del pueblo romano y previa celebración de los ritos adecuados. Por ello se llegó a la convención de Caudio, no a un tratado propiamente tal. Los oficiales (cónsules, cuestores, tribunos y legados) juraron por Júpiter respetar lo convenido. Los samnitas exigieron la entrega de 600 équites como rehenes que pagarían con sus vidas si no se respetaba el acuerdo. Luego se fijó un tiempo para enviar a los rehenes y al ejército desarmado para que pasara bajo el yugo. Cuando los cónsules volvieron al campamento con esos términos, el desánimo volvió a reinar y algunos hombres quisieron atacarlos, culpándolos del desastre. También se lamentaron por no tener guías que conocieran el terreno, pues debido a ello cayeron en la trampa. Miraban con amargura sus armas y armaduras, que deberían entregar, imaginándose la humillación futura, los ojos y las burlas de los samnitas: «Ellos solos [los romanos], dijeron, habían sido derrotados sin recibir una sola herida, ni usar una sola arma, ni librar una sola batalla, no se les había permitido sacar la espada ni enfrentarse al enemigo; se les había dado valor y fuerza en vano».

### Rendición
Cuando llegó el momento de la vergüenza, se les ordenó que se quitaran las armas y armaduras y salieran sólo con las túnicas puestas, empezando por los équites que serían rehenes. Luego, los lictores y cónsules fueron despojados de sus paludamentum. Los soldados romanos se negaron a mirar tal acto y apartaron las miradas.
Posteriormente, los cónsules fueron los primeros que pasaron semidesnudos bajo el yugo, luego los oficiales y finalmente los legionarios uno por uno. Los samnitas empezaron a burlarse de ellos y a apuntarles con sus espadas, llevando a algunos romanos a mostrarse abiertamente indignados, razón por la que fueron heridos y algunos hasta ejecutados. Tito Livio dice que lo más difícil de resistir para los legionarios fueron las miradas de sus enemigos. Después de la humillación iniciaron la marcha derrotados. Pudieron llegar a Capua antes del anochecer, pero desconocían cómo los recibirían sus aliados y sentían tanta vergüenza al verse desprovistos de casi toda prenda, que acamparon al lado del camino.

## Consecuencias

### Retorno a casa
Recibidos inicialmente con desdén por los locales, su situación despertaba lástima y les enviaron sus propias insignias a los comandantes y armas, ropas, caballos y provisiones a los soldados. Fue así que acabaron entrando en la ciudad, siendo recibidos alegremente y con toda la hospitalidad que merecían como aliados, pero nada los hizo sentirse más alegres.
Tal fue su vergüenza que rehuyeron las conversaciones y la presencia de los locales. A la mañana siguiente se encargó a algunos jóvenes nobles que les acompañaran a la frontera de Campania, manteniéndose un sepulcral silencio hasta llegar a Roma. A su regreso, los comandantes fueron al Senado para responder a las preguntas de los senadores más viejos, mientras que sus legionarios entraban con la cabeza baja y sin devolver saludos. Tito Livio concluye: «Los samnitas habían obtenido no solo una victoria gloriosa, sino también duradera; no sólo habían capturado Roma, como lo habían hecho los galos antes que ellos, sino que, lo que era una hazaña aún más bélica, habían capturado el valor y la dureza romanos».

### Reacción romana
Mientras todo el Senado se lamentaba al escuchar el informe, empezó a hablar Ofilio Calavio, noble y viejo senador. Les dijo que ahora sólo había silencio por la vergüenza, uno que pronto despertaría clamores de venganza. Por eso, aquella capitulación en Caudio pronto dejaría un recuerdo más amargo a los samnitas que a los romanos. Cada vez que vuelvan a encontrarse, cada bando recurrirá a su coraje y los samnitas no volverían a disfrutar de otras Horcas Caudinas.
La primera información que habían recibido los senadores fue que el ejército estaba bloqueado, y luego que capituló. En cuanto supieron que sus soldados estaba atrapados, hicieron preparativos para relevarlos, pero al saberse que se habían rendido, no se hizo nada más. Sin orden formal, la ciudad presentó un duelo público: los asuntos públicos del Foro cesaron, las casetas de alrededor se cerraron y los senadores se despojaron de sus túnicas con rayas púrpuras y sus anillos de oro. El pueblo estaba molesto, no sólo con los comandantes que habían firmado la capitulación, sino también con los soldados inocentes; decían que no los admitirían en la ciudad. Sin embargo, cuando llegaron con un aspecto tan penoso, todos los romanos sintieron misericordia de sus compatriotas, los vieron entrar como si fueran prisioneros y no como quien vuelve al hogar.
Los vencidos entraron de noche y durante días no aparecieron ni en el Foro ni en ningún otro lugar público, los cónsules hicieron lo mismo y el Senado les despojó de sus mandos. Se nombró a Quinto Fabio Ambusto y a Publio Elio Paeto como dictador y como magister equitum, respectivamente, pero fue de forma irregular y fueron reemplazados por Marco Emilio Papo y Lucio Valerio Flaco, pero ni siquiera ellos pudieron celebrar las elecciones porque la ciudadanía estaba furiosa con todos los magistrados del año. Se debió efectuar un interregno a cargo de Quinto Fabio Máximo y Marco Valerio Corvo. Finalmente, se eligieron como nuevos cónsules a los prestigiosos generales Quinto Publilio Filón y Lucio Papirio Cursor.

### A largo plazo
Según Tito Livio, Roma consiguió varias victorias en 320 y 319 a. C., forzando a los samnitas a buscar un acuerdo de paz, logrando una tregua de dos años, pero el historiador E. T. Salmon sostiene que nada debe ser una invención de la historiografía romana y probablemente cualquier tregua fue consecuencia directa de las Horcas Caudinas. Las hostilidades se reiniciaron en 316 a. C., cuando los romanos empezaron a invadir Apulia, lo que forzaría a los samnitas a intervenir.
Dionisio dice que los romanos lograrían vengarse de Cayo. Después de una derrota, lo obligaron a pasar a él y sus seguidores bajo el yugo.

### Antigua
En las referencias, los libros aparecen con números romanos y los capítulos o fragmentos y párrafos con numeración india.
- Apiano. Guerras samnitas (fragmentos). Libro III de su Historia romana. Versión digitalizada de Perseus, basada en traducción latín-inglés por Horace White, Nueva York: The MacMillan Company, 1899. Véase también versión de Livius. Los fragmentos son mencionados con la fuente de donde provienen.
- Dionisio de Halicarnaso. Antigüedades romanas (fragmentos). Libro XVI. Digitalizado en UChicago. Basada en traducción griego-inglés Earnest Cary, edición de Harvard University Press, Loeb Classical Library, volumen VII, 1950.
- Tito Livio. Historia de Roma. Libro IX. Versión digitalizada en McAdams, basada en traducción latín-inglés de Canon Roberts, edición de Ernest Rhys, Londres: J. M. Dent & Sons, 1905. Véase también Perseus, basada en edición latina de Charles Flamstead Walters & Robert Seymour Conway, tomo II, Oxford: Oxford University Press, 1919.

### Moderna
- Cavalluzzo, Massimo & Benito Fusco (1999). Anno 321 a. C.: Le Forche Caudine ed il Trattato della Vergogna. Benevento: Tra il Sabato e il Calore.
- Daniele, Francesco (1811). Le Forche Caudine illustrate con due appendici. Napóles: Appresso Angelo Trani.
- De Sanctis, Gaetano (1907). Storia dei Romani. Tomo II. Turín: Fratelli Bocca Editori.
- Di Cerbo, Michele (1949). In volo su Frasso Telesino. Nápoles: Tip. Pesole.
- Horsfall, Nicholas (1982). "The Caudine Forks: Topography and Illusion". Papers of the British School at Rome, Vol. 50, Roma: British School at Rome, pp. 45–52.
- Josca, Giuseppe (2003). C'era una volta il Sud: sogni, streghe, eroi, miracoli nell'Italia che voleva cambiare. Rubbettino Editore.
- Kovaliov, Serguéi Ivanović (2007). Historia de Roma. Madrid: Akal, pp. 151. ISBN 978-84-460-2822-2.
- Lettieri, Nicolò (1772). Istoria dell'antichissima città di Suessola e del vecchio, e nuovo castello d'Arienzo. Tomo I. Nápoles: Giuseppe Di Domenico.
- Maiuri, Amedeo (1940). "Valle Caudina". En Passeggiate campane. Hoepli.
- Meoli, Rosario (2014). "La piana di Prata e le Forche Caudine". La Dormiente del Sannio. Año II, N.º 24, pp. 1-8, Municipio de Cautano.
- Mommsen, Theodor (1862). The history of Rome. Tomo I. Traducción alemán-inglés por William P. Dickson. Londres: Richard Bentley.
- Olstenio, Luca (1666). Annotationes in Italiam Antiquam Cluverii. En Annotationes geographicae. Roma: Typis Iacobi Dragondelli.
- Pratilli, Francesco Maria (1745). Della via Appia riconosciuta e descritta da Roma a Brindisi libri IV. Nápoles: Giovanni Di Simone.
- Quilici, Lorenzo & Stefania Quilici Gigli (2006). Carta archeologica e ricerche in Campania / 3. Roma: "L'Erma" di Bretschneider. ISBN 88-8265-404-4.
- Roldán Hervás, José Manuel (1987). La República Romana. Tomo I de Historia de Roma. Madrid: Ediciones Cátedra, S.A., pp. 107–108. ISBN 84-376-0307-2.
- Romanelli, Domenico (1818). Antica topografia istorica del Regno di Napoli. Tomo II. Nápoles: Stamperia Reale.
- Russo, Flavio & Ferruccio Russo (2006). Indagine sulle Forche Caudine: immutabilità dei principi dell'arte militare. Roma: Rivista Militare.
- Salmon, Edward Togo (1967). Samnium and the Samnites. Cambridge University Press. ISBN 978-0-521-13572-6.
- Smith, William (editor) (1854). Abacaenum. En Dictionary of Greek and Roman Geography. Londres: Walton & Maberly.
- Sommella, Paolo (1967). "Forche Caudine". En Antichi campi di battaglia in Italia: Contributi all'identificazione topografica di alcune battaglie d'età repubblicana. De Luca.